# 2004-es U17-es labdarúgó-Európa-bajnokság
A 2004-es U17-es labdarúgó-Európa-bajnokságot Franciaországban rendezték 2004. május 4. és május 15. között. Az Európa-bajnokságot a házigazda Franciaország nyerte, miután a döntőben legyőzte Spanyolország csapatát. A tornán 1987. január 1. után született játékosok vehettek részt.

## Selejtezők
A selejtezőket két szakaszban rendezték meg:

## Részt vevő csapatok
- Anglia
- Ausztria
- Észak-Írország
- Franciaország (házigazda)
- Portugália
- Spanyolország
- Törökország
- Ukrajna

## Csoportkör

### A csoport
| Csapat         | M | Gy | D | V | RG | KG | GK | Pont |
| -------------- | - | -- | - | - | -- | -- | -- | ---- |
| Franciaország  | 3 | 3  | 0 | 0 | 6  | 1  | +5 | 9    |
| Spanyolország  | 3 | 2  | 0 | 1 | 5  | 2  | +3 | 6    |
| Törökország    | 3 | 1  | 0 | 2 | 6  | 5  | +1 | 3    |
| Észak-Írország | 3 | 0  | 0 | 3 | 3  | 12 | −9 | 0    |

| 2004. május 4. 16:00 CET | Spanyolország | 1 – 0               | Törökország | Georges Boulogne Stadion, Amboise Játékvezető: Joeri Van De Velde (belga) |
| 2004. május 4. 16:00 CET | Marcos 40'    | (1 – 0) Jegyzőkönyv |             | Georges Boulogne Stadion, Amboise Játékvezető: Joeri Van De Velde (belga) |

| 2004. május 4. 18:00 CET | Franciaország                        | 3 – 0               | Észak-Írország | Les Allées, Blois Játékvezető: Marijo Strahonja (horvát) |
| 2004. május 4. 18:00 CET | Benzema 73' Ben Arfa 76' Songo'o 79' | (0 – 0) Jegyzőkönyv |                | Les Allées, Blois Játékvezető: Marijo Strahonja (horvát) |

| 2004. május 6. 18:00 CET | Észak-Írország                     | 2 – 5               | Törökország                                    | Jules Ladoumègue, Romorantin Játékvezető: Marek Mikołajewski (lengyel) |
| 2004. május 6. 18:00 CET | Turner 42' (11-esből) O'Connor 82' | (0 – 4) Jegyzőkönyv | Ergin 14' 36' Yılmaz 22' Cafercan 23' Oğuz 74' | Jules Ladoumègue, Romorantin Játékvezető: Marek Mikołajewski (lengyel) |

| 2004. május 6. 19:00 CET | Franciaország      | 1 – 0               | Spanyolország | Les Allées, Blois Játékvezető: Krisztoforosz Zografosz (görög) |
| 2004. május 6. 19:00 CET | Suárez 18' (öngól) | (1 – 0) Jegyzőkönyv |               | Les Allées, Blois Játékvezető: Krisztoforosz Zografosz (görög) |

| 2004. május 9. 17:30 CET | Törökország  | 1 – 2               | Franciaország          | Georges Boulogne Stadion, Amboise Játékvezető: Radek Matějek (cseh) |
| 2004. május 9. 17:30 CET | Cafercan 83' | (0 – 0) Jegyzőkönyv | Ben Arfa 42' Menez 69' | Georges Boulogne Stadion, Amboise Játékvezető: Radek Matějek (cseh) |

| 2004. május 9. 17:30 CET | Észak-Írország | 1 – 4               | Spanyolország                 | Guy Drut, Saint-Cyr-sur-Loire Játékvezető: Modou Sowe (gambiai) |
| 2004. május 9. 17:30 CET | Doherty 49'    | (0 – 2) Jegyzőkönyv | Pedraza 27' 35' 42' Capel 66' | Guy Drut, Saint-Cyr-sur-Loire Játékvezető: Modou Sowe (gambiai) |

### B csoport
| Csapat     | M | Gy | D | V | RG | KG | GK | Pont |
| ---------- | - | -- | - | - | -- | -- | -- | ---- |
| Anglia     | 3 | 3  | 0 | 0 | 6  | 1  | +5 | 9    |
| Portugália | 3 | 1  | 1 | 1 | 5  | 3  | +2 | 4    |
| Ausztria   | 3 | 1  | 1 | 1 | 2  | 2  | 0  | 4    |
| Ukrajna    | 3 | 0  | 0 | 3 | 1  | 8  | −7 | 0    |

| 2004. május 4. 15:00 CET | Ukrajna | 0 – 2               | Anglia             | Péteseilles, Avoine Játékvezető: Krisztoforosz Zografosz (görög) |
| 2004. május 4. 15:00 CET |         | (0 – 2) Jegyzőkönyv | Paul 60' Doyle 79' | Péteseilles, Avoine Játékvezető: Krisztoforosz Zografosz (görög) |

| 2004. május 4. 20:00 CET | Ausztria    | 0 – 0 | Portugália | Vallée du Cher, Tours Játékvezető: Modou Sowe (gambiai) |
| 2004. május 4. 20:00 CET | Jegyzőkönyv |       |            | Vallée du Cher, Tours Játékvezető: Modou Sowe (gambiai) |

| 2004. május 6. 15:00 CET | Ukrajna  | 1 – 2               | Ausztria                  | Guy Drut, Saint-Cyr-sur-Loire Játékvezető: Marijo Strahonja (horvát) |
| 2004. május 6. 15:00 CET | Doros 5' | (1 – 2) Jegyzőkönyv | Gramann 9' (11-esből) 11' | Guy Drut, Saint-Cyr-sur-Loire Játékvezető: Marijo Strahonja (horvát) |

| 2004. május 6. 15:00 CET | Anglia                 | 3 – 1               | Portugália | Vallée du Cher, Tours Játékvezető: Radek Matějek (cseh) |
| 2004. május 6. 15:00 CET | Paul 4' 56' Davies 79' | (1 – 1) Jegyzőkönyv | Moreira 8' | Vallée du Cher, Tours Játékvezető: Radek Matějek (cseh) |

| 2004. május 9. 20:00 CET | Portugália                                     | 4 – 0               | Ukrajna | Péteseilles, Avoine Játékvezető: Marek Mikołajewski (lengyel) |
| 2004. május 9. 20:00 CET | Gama 11' 22' (11-esből) Gomes 51' Lourenco 82' | (2 – 0) Jegyzőkönyv |         | Péteseilles, Avoine Játékvezető: Marek Mikołajewski (lengyel) |

| 2004. május 9. 20:00 CET | Anglia     | 1 – 0               | Ausztria | Les Allées, Blois Játékvezető: Joeri Van De Velde (belga) |
| 2004. május 9. 20:00 CET | Porter 56' | (0 – 0) Jegyzőkönyv |          | Les Allées, Blois Játékvezető: Joeri Van De Velde (belga) |

## Egyenes kieséses szakasz

### Elődöntők
| 2004. május 12. 17:30 CET | Franciaország                    | 3 – 1               | Portugália  | Les Allées, Blois Játékvezető: Marek Mikołajewski (lengyel) |
| 2004. május 12. 17:30 CET | Nasri 52' Menez 56' Ben Arfa 63' | (0 – 1) Jegyzőkönyv | Moreira 27' | Les Allées, Blois Játékvezető: Marek Mikołajewski (lengyel) |

| 2004. május 12. 19:30 CET | Anglia   | 1 – 2               | Spanyolország                      | Vallée du Cher, Tours Játékvezető: Joeri Van De Velde (belga) |
| 2004. május 12. 19:30 CET | Reid 18' | (1 – 1) Jegyzőkönyv | Marcos 10' Fábregas 80' (11-esből) | Vallée du Cher, Tours Játékvezető: Joeri Van De Velde (belga) |

### A 3. helyért
| 2004. május 15. 15:30 CET | Portugália                          | 4 – 4               | Anglia                                        | Gaston Petit, Chateauroux Játékvezető: Marijo Strahonja (horvát) |
| 2004. május 15. 15:30 CET | Lourenco 13' Pedro 24' 98' Gama 59' | (2 – 1) Jegyzőkönyv | Walker 25' 97' (11-esből) Reid 45' Davies 62' | Gaston Petit, Chateauroux Játékvezető: Marijo Strahonja (horvát) |

|                          |     | 11-esekkel                        |  |
| Gama Gomes Barbosa Pedro | 3—2 | Walker Doyle James Porter Wheater |  |

### Döntő
| 2004. május 15. 19:00 CET | Franciaország         | 2 – 1               | Spanyolország | Gaston Petit, Chateauroux Játékvezető: Krisztoforosz Zografosz (görög) |
| 2004. május 15. 19:00 CET | Constant 1' Nasri 79' | (1 – 0) Jegyzőkönyv | Piqué 69'     | Gaston Petit, Chateauroux Játékvezető: Krisztoforosz Zografosz (görög) |

| A 2004-es U17-es labdarúgó-Európa-bajnokság győztese |
| ---------------------------------------------------- |
| FRANCIAORSZÁG 1. cím                                 |

## Külső hivatkozások
uefa.com